# 阿雷什
阿雷什是葡萄牙波塔莱格雷区的一个堂区。总面积55.72平方公里，总人口362人，人口密度6.5人/平方公里。